# Lhota Rapotina
Lhota Rapotina (deutsch Lhotta Rapotin) ist eine Gemeinde in Tschechien. Sie befindet sich vier Kilometer südwestlich von Boskovice und gehört zum Okres Blansko.

## Geographie

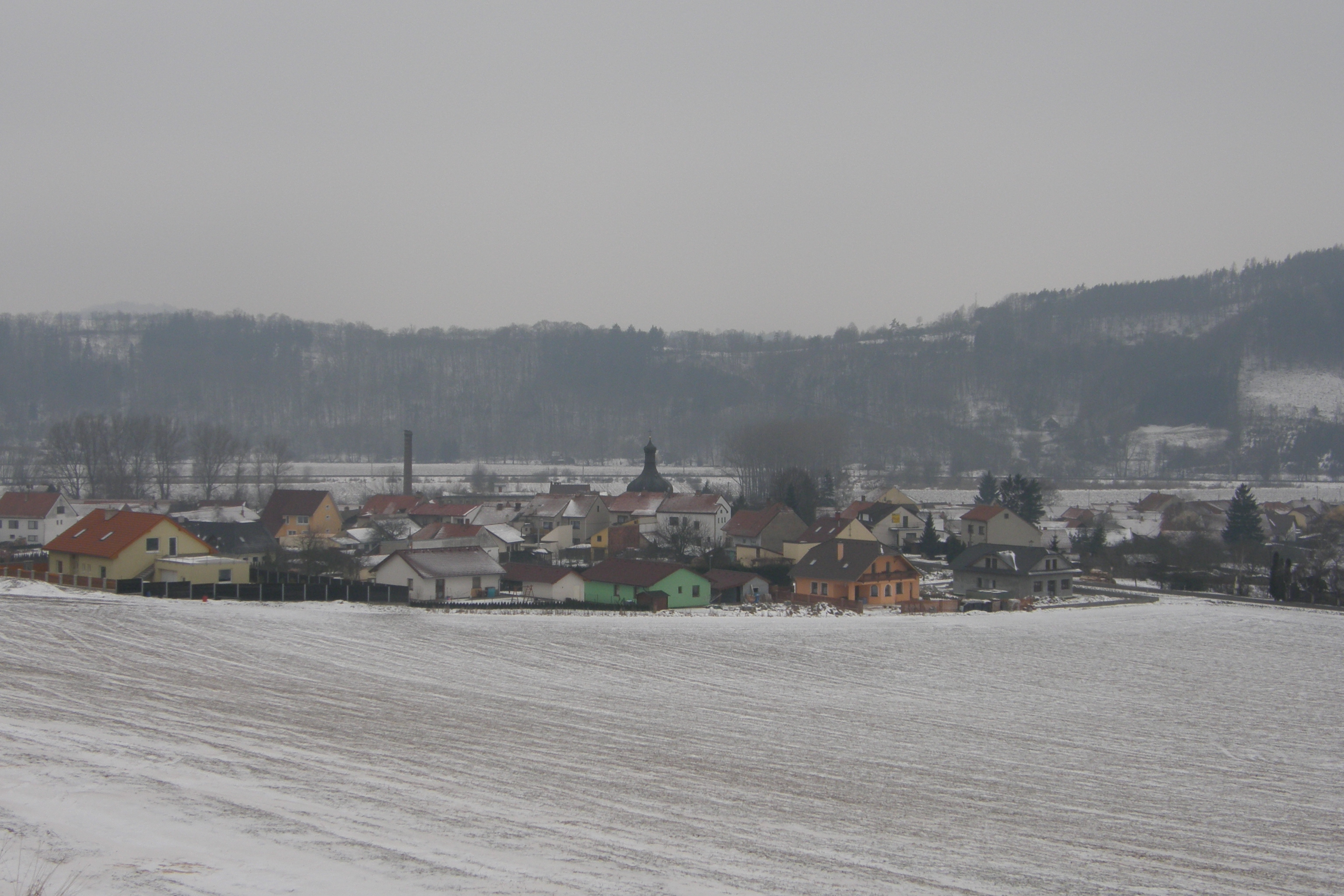
Lhota Rapotina, Ortsansicht

Lhota Rapotina befindet sich linksseitig der Svitava im Westen des Drahaner Berglandes nahe der Boskowitzer Furche. Das Dorf liegt im Durchbruchstal der Svitava durch das Drahaner Bergland unterhalb der Einmündung der Bělá. Nördlich erhebt sich der Rovna (446 m), östlich die Faberka (445 m). Am westlichen Ortsrand führt die Eisenbahn von Brno nach Letovice vorbei, der nächste Bahnhof liegt in Skalice nad Svitavou.
Nachbarorte sind Mladkov im Norden, Boskovice im Nordosten, Újezd u Boskovic im Osten, Kuničky im Südosten, Doubravice nad Svitavou und Klemov im Süden, Obora im Südwesten, Jabloňany im Westen sowie Skalice nad Svitavou im Nordwesten.

## Geschichte
Lhota Rapotina wurde im 12. Jahrhundert im Zuge der Besiedlung der dichten Wälder des Drahaner Berglandes gegründet. Das zur Herrschaft Boskovice gehörige Dorf war eines der zahlreichen nach dem Lhotensystem gegründeten Dörfer, deren Siedler für einen bestimmten Zeitraum von den Abgaben und Diensten an die Obrigkeiten befreit waren. Die erste urkundliche Erwähnung des Ortes erfolgte 1364 im Zuge des Verkaufs eines Hofes in dem Dorf durch Ulrich von Boskowitz an Bertlém von Lhota Rapotina. Im 14. und 15. Jahrhundert war auch die Bezeichnung Lhota při potoku Bělá (Lhota unterm Bielabach) gebräuchlich. Unklar ist die Herkunft des Beinamens Rapotina, er wird zum einen als Lokatorname Rapoty gedeutet, andererseits wird eine keltische Herkunft des Wortes für möglich gehalten. Das Dorf war Sitz des Vladikengeschlechts von Lhota Rapotina und hatte später wechselnde Besitzer.
Die Dietrichsteiner auf Boskovice ließen 1833 ein kleines Jagdschlösschen errichten, dass in der zweiten Hälfte des 19. Jahrhunderts als Forsthaus genützt wurde.

## Sehenswürdigkeiten
- Kirche des Hl. Laurentius
- Statue des Hl. Johannes von Nepomuk
- ehemaliges Jagdschlösschen Lhota Rapotina
- Brunnen

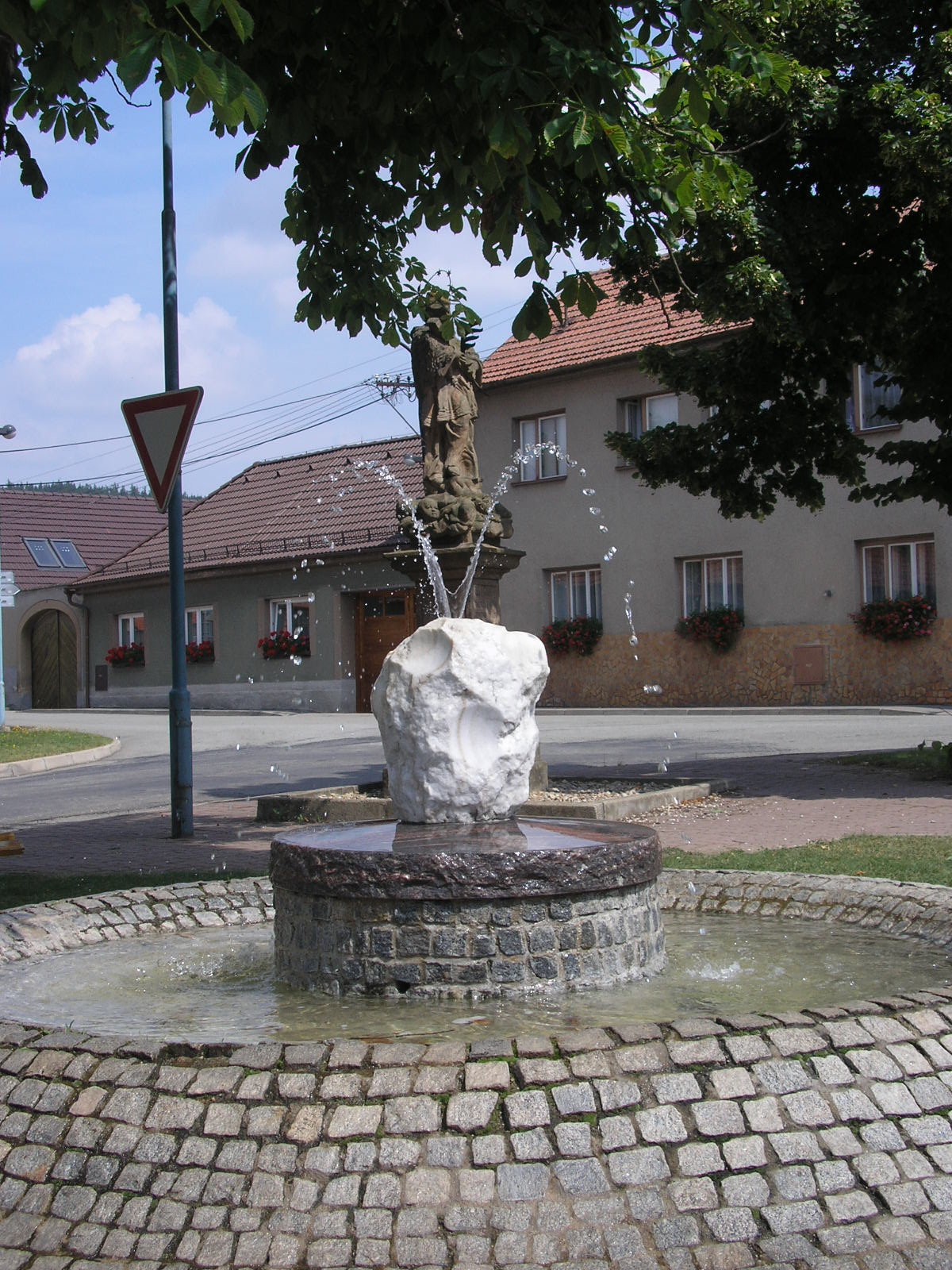
Brunnen und Statue des Hl. Johannes von Nepomuk